# 애기피그미다람쥐
애기피그미다람쥐 또는 평원피그미다람쥐(Exilisciurus exilis)는 다람쥐과에 속하는 설치류의 일종이다. 보르네오섬과 뱅기섬의 숲에서 발견된다. 세계에서 가장 작은 다람쥐 중의 하나이다.